# Francisco Pintado Fe
Francisco Pintado Fe (Madrid, 1914 - Oviedo, 1971) Ingeniero de Minas. Fundó y dirigió el Instituto Nacional del Carbón y sus Derivados (hoy Instituto de Ciencia y Tecnología del Carbono), con sede en La Corredoria, Oviedo y la Escuela de Minas de Oviedo.

## Trayectoria profesional
Fue un sobresaliente investigador del carbón asturiano, en especial en relación con el proceso de coquización mediante mixturas. En el jardín de la Escuela de Minas de Oviedo se instaló en 1994 un busto en bronce que lo representa, obra de Miguel Álvarez. El pintor Andrés Tresguerres también lo retrató. En 1997 el Ayuntamiento de Oviedo aprobó dar su nombre a una calle del municipio, sita en La Corredoria.